# Iban Mayoz
Pour les articles homonymes, voir Iban.
Ne doit pas être confondu avec Iban Mayo.

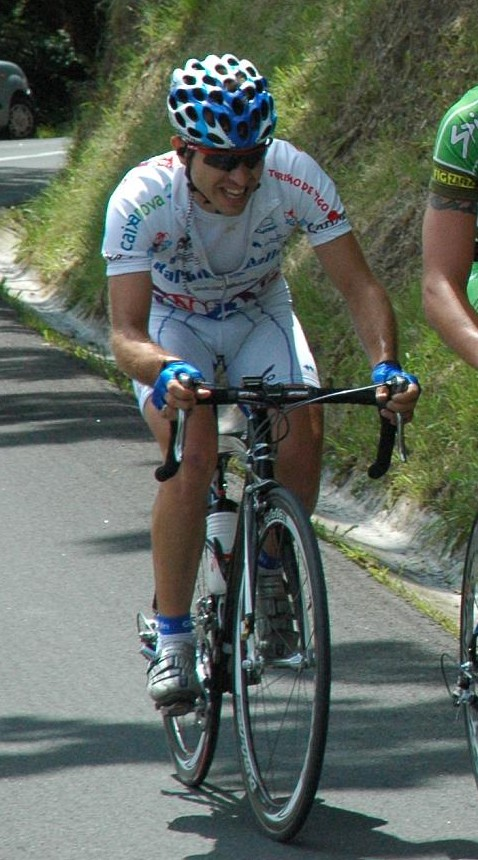
Iban Mayoz pendant la Bicyclette basque 2008

Iban Mayoz Etxeberria, né le 30 septembre 1981 à Saint-Sébastien, est un coureur cycliste espagnol.

## Biographie
Iban Mayoz commence sa carrière professionnelle en 2004 dans l'équipe Relax-Bodysol, qui devient Relax-Fuenlabrada en 2005. En 2006, il est recruté par la formation ProTour Euskaltel-Euskadi. Il participe au Tour d'Italie 2006 avec cette équipe.
À la fin de la saison 2007, son contrat chez Euskaltel n'est pas renouvelé et il rejoint l'équipe Karpin Galicia. Durant l'année 2008, il obtient des places d'honneur sur le Tour d'Andalousie (8e) et le Tour de La Rioja (9e). Il remporte le classement des sprints intermédiaires du Tour du Pays basque.
En 2010, il rejoint l'équipe ProTour espagnole Footon-Servetto. Il se classe 22e du Tour d'Italie. Lors du Tour de France, il se casse trois côtes lors d'une chute et doit abandonner.

## Palmarès sur route
- 2000
  - 3e de l'Itsasondoko Saria
  - 3e du Gurutze Deuna Saria
- 2002
  - Circuito Sollube
  - 2e de l'Oñati Saria

## Résultats sur les grands tours

### Tour de France
1 participation 
- 2010 : non-partant (16e étape)

### Tour d'Italie
3 participations 
- 2006 : 128e
- 2009 : abandon (15e étape)
- 2010 : 22e

### Tour d'Espagne
1 participation 
- 2008 : 39e

## Palmarès en cyclo-cross
- 1996-1997
  - 3e du championnat d'Espagne de cyclo-cross cadets
- 2000-2001
  - 2e du championnat d'Espagne de cyclo-cross espoirs